# Grigoriy Yemets
Grigoriy Yemets (né le 8 octobre 1957) est un athlète russe, spécialiste du triple saut.

## Biographie
Concourant pour l'URSS, il s'adjuge le titre des Championnats d'Europe en salle de 1984, à Göteborg, avec la marque de 17,33 m. Il devance le Tchécoslovaque Vlastimil Mařinec et le Hongrois Béla Bakosi.

### Palmarès
| Date | Compétition                    | Lieu     | Résultat | Performance |
| ---- | ------------------------------ | -------- | -------- | ----------- |
| 1984 | Championnats d'Europe en salle | Göteborg | 1er      | 17,33 m     |

### Records
| Épreuve     | Épreuve   | Performance | Lieu     | Date             |
| ----------- | --------- | ----------- | -------- | ---------------- |
| Triple saut | Plein air | 17,30 m     | Donetsk  | 9 septembre 1984 |
| Triple saut | Salle     | 17,33 m     | Göteborg | 3 mars 1984      |